# Linguizzetta
Linguizzetta (in corso Linguizzetta) è un comune francese di 1 058 abitanti situato nel dipartimento dell'Alta Corsica nella regione della Corsica.

## Società

### Evoluzione demografica
Abitanti censiti